# Selección de Vinos de Fondón
Selección de Vinos de Fondón es una empresa alimentaria de la provincia de Almería, Andalucía, España, dedicada a la producción y comercialización de vino, con bodegas en Fuente Victoria y sede comercial en Fondón, término municipal al que pertenece Fuente Victoria.

## Historia
La empresa fue constituida el 3 de mayo de 2004, adquiriendo sus fundadores en julio de dicho año una antigua almazara en la pedanía de Fuente Victoria, término municipal de Fondón, para su transformación en bodega. El molino se conserva intacto, restaurada toda la maquinaria, en una de sus salas dedicada a museo del aceite.
La sede comercial en Fondón, tienda y sala de barricas, se inauguró en 2007, en presencia del alcalde de Fondón, don Joaquín Fresneda.
Los viñedos se encuentran en la Alpujarra Almeriense, en el Valle del Andarax, situados entre Sierra de Gádor al sur y Sierra Nevada al norte, en los municipios de Fondón y de Laujar de Andarax. Las variedades más importantes son Tempranillo, Cabernet Sauvignon, Merlot y Syrah para los tintos y Macabeo y Jaén para los blancos.
Selección de Vinos comercializa las marcas “Tetas de la Sacristana, Selección”, “Tetas de la Sacristana, Cabernet Sauvignon”, “Tetas de la Sacristana, Selección Blanco” (elaborado con uva Macabeo) y “Tetas de la Sacristana, Rosado Selección” (con uva Tempranillo y Syrah). Con anterioridad comercializó las marcas “Blanco Marcelo” y “Ben-Zuaique”. Algunos de estos nombres se corresponden con diversos parajes de Fondón. Su producción se encuadra en la denominación “Vinos de la Tierra: Laujar-Alpujarra”.

## Premios
- Distinción Calidad Certificada, Junta de Andalucía
- 2005:
  - Premios  Salón Internacional del Vino, sexta edición del concurso internacional de vinos: Medalla de plata al vino “Ben-Zuaique Barrica”[4]
- 2006:
  - Premio Bacchus 2006, VII Concurso Internacional de Vinos: Bacchus de plata al vino “Tetas de la Sacristana”
  - Premio Mezquita, XII Concurso Nacional de Vinos Ciudad de Córdoba:[5]
    - Mezquita de Oro al vino “Tetas de la Sacristana”
    - Mezquita de Plata al vino “Ben-Zuaique Blanco Selección”
    - Mezquita de Bronce al vino “Ben-Zuaique Barrica”
- 2007:
  - Premio Iberwine, Octava edición Premios Salón Internacional del Vino 2007: Medalla de Plata al vino “Tetas de la Sacristana Selección”[6][7]
  - Premio Mezquita, XIII Concurso Nacional de Vinos Ciudad de Córdoba:
    - Mezquita de Plata al vino “Ben-Zuaique Tinto Selección”
    - Mezquita de Bronce al vino “Tetas de la Sacristana Cabernet Sauvignon
- 2008:
  - Premio Mezquita, XIV Concurso Nacional de Vinos Ciudad de Córdoba:
    - Mezquita de Plata al vino “Blanco Marcelo 2007”
    - Mezquita de Bronce al vino “Ben-Zuaique Blanco Selección”
    - Mezquita de Bronce al vino “Ben-Zuaique Tinto Selección”
- 2009:
  - Premios Aulincat-Radio Turismo, Cata Nacional 2009 Aula Internacional de Catadores: Medalla de Oro al vino “Tetas de la Sacristana”
- 2010:
  - Premio Bacchus 2010, IX Concurso Internacional de Vinos: Bacchus de Plata al vino “Tetas de la Sacristana”[8]
  - Premio Oro de la Alpujarra, II Concurso Feria del Vino de la Alpujarra: Primer premio Oro al vino “Tetas de la Sacristana Rosado”[9]
  - Premio Mezquita, XVI Concurso Nacional de Vinos Ciudad de Córdoba: Mezquita de Bronce al vino “Tetas de la Sacristana Rosado 2009”[10]